# Chickegowdanaroppa, Madhugiri
Chickegowdanaroppa là một làng thuộc tehsil Madhugiri, huyện Tumkur, bang Karnataka, Ấn Độ.